# クロフェス

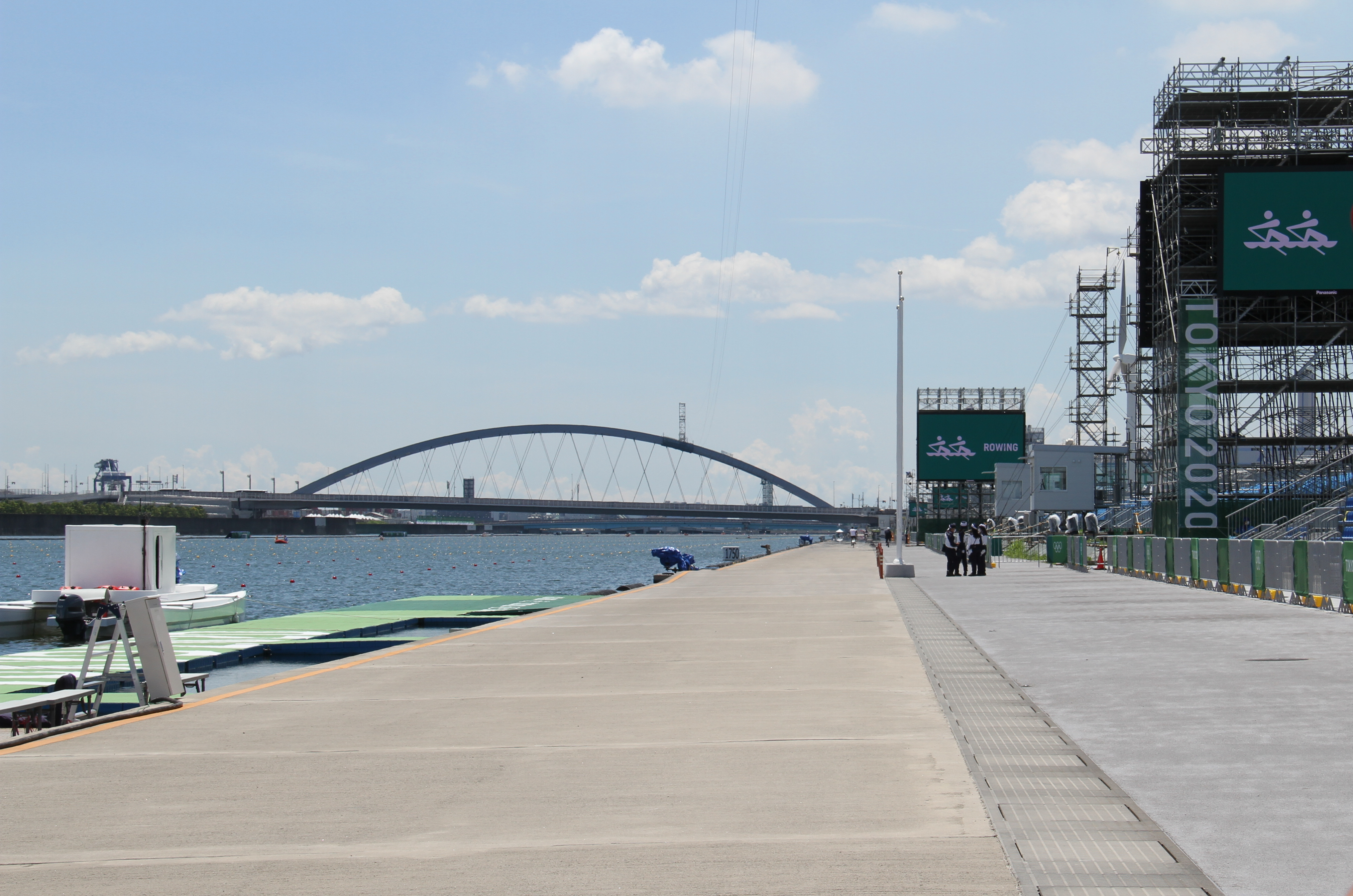
海の森水上競技場

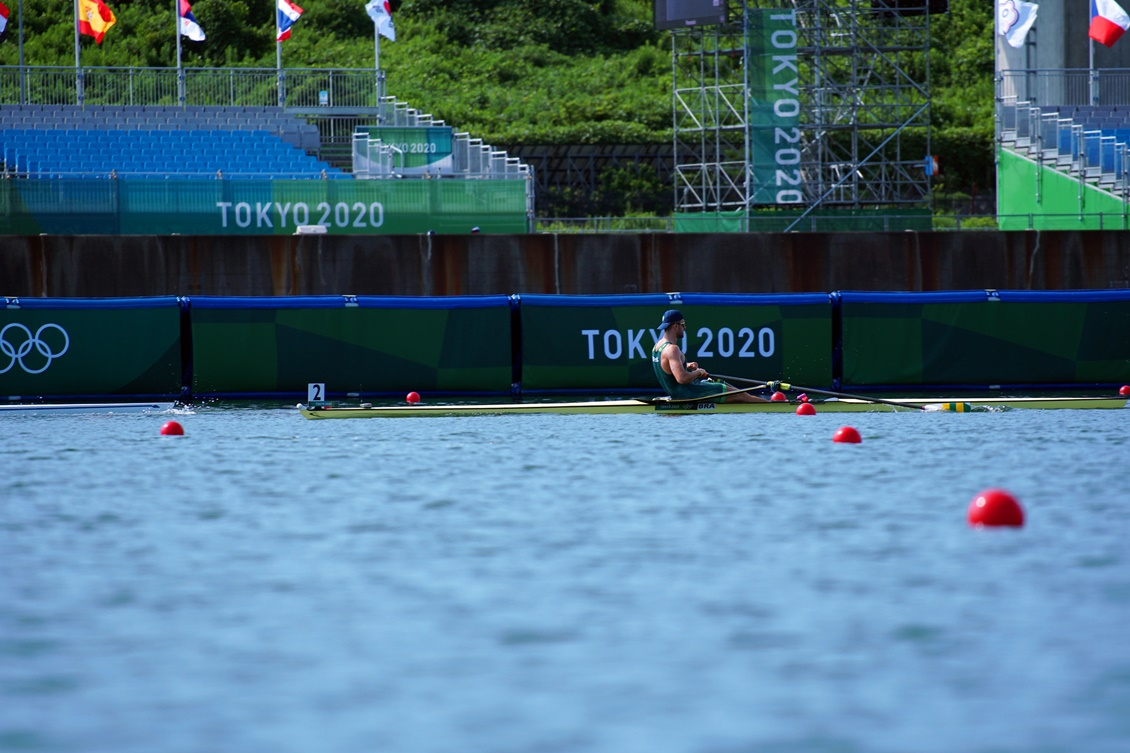
海の森水上競技場

『クロフェス』は、2020年より開催されている日本の音楽イベント。アイドル大好き芸人の安田大サーカス・クロちゃんが総合プロデュース。女性アイドルグループを中心に多数の女性アイドルが出演する。主催はライム・ライト、テレビ朝日。企画制作はLIME LIGHT。制作協力はオーバーレコード、日本ご当地アイドル活性協会。

## 概要
2020年1月31日、自他共に認めるアイドル好きタレントの安田大サーカス・クロちゃんが、初のアイドルフェスをプロデュースすることを発表した。
2020年3月21日・22日にて『クロフェス 2020 〜春のアイドル祭だしん！〜』を新木場STUDIO COASTにて実施する予定だったものの、新型コロナウイルス感染症拡大に伴い延期する。その後、日程を同年8月に改めた。
2020年8月16日にて第1回目のクロフェス『クロフェス2020〜真夏のアイドル祭だしん！〜』を開催。無観客生配信ライブという形で、『テレ朝動画』にて9時間半にわたって実施。出演者は、クロちゃんが1組ずつ招待状を送って出演を交渉。人気グループはもちろん、今注目のアイドルたちが個性豊かにステージを盛り上げた。。
2021年5月16日にて第2回目のクロフェス『クロフェス2021〜2回目だしん！みんなでアイドル祭りだ ワワワワワァ〜♪〜』を開催。新木場 USEN STUDIO COASTにて3ステージ（アリーナ・野外・テント）にて実施。
2022年4月29日・30日にて第3回目のクロフェス『クロフェス2022〜今年は野外フェスで盛り上がるしん！！〜』を開催。海の森水上競技場にて初の野外フェスを実施。
2023年4月22日・23日にて第4回目のクロフェス『クロフェス2023〜野外フェスでキュンからのバッキューン♡だしん！〜』を開催。昨年に続いて会場は海の森水上競技場にて実施。
2024年6月1日・2日・8日・9日にて第5回目のクロフェス『クロフェス2024～5周年だよ！全員集合だしん！』を開催。5年目を迎え更にスケールアップ。開催日が4日間に拡大し、総勢250組以上のアイドルグループが出演。今回からアイドル史上初の47都道府県から代表アイドルが集結。新たに『ジパングステージ』（全国47都道府県のご当地アイドルが集結するステージ）とAKB48クロフェス選抜やNMB48が出演するメインステージの『ダイヤモンドステージ』の2ステージはニコニコ生放送で生放送された。会場は海の森水上競技場にて実施。

### 47都道府県のアイドルさん会いたいしん企画（2024年～ ）
長年クロちゃんが温めていた企画。47都道府県のご当地アイドルがクロフェスに大集合する。アイドルフェスでは史上初の試みとなった。これだけインターネットやSNSが発達しても、ご当地アイドルを探すのってかなりハードルが高い。公式サイトをもってないアイドルや情報をそもそもあまり発信しないアイドルは全国に多くいる。だから今までどのフェスもやってこなかったんだと考える。かなり困難な状況なか「日本ご当地アイドル活性協会」のサポートも得ながら、各地方と連携をとり、少しずつ説得をして、やっと実現した企画。ご当地アイドルは都会で活動しているアイドルと違って活動は広がりにくい。グループを組んでみたものの、その地方での活動に限界を感じて、解散とか活動休止になることは決して珍しくない。以前からそんなご当地アイドルの現状を「なんか悲しいな」と感じていたことから立案・実施した。

## クロフェス2020〜春のアイドル祭だしん！〜
※ 新型コロナウイルス感染症拡大に伴い延期
- 日程：2020年3月21日・22日
- 主催：ライム・ライト、テレビ朝日
- 企画制作：LIME LIGHT
- 制作協力：オーバーレコード
- 会場：新木場STUDIO COAST

## クロフェス2020〜真夏のアイドル祭だしん！〜
クロちゃんがプロデュースする初のアイドルフェス。総勢21組が出演。
3月から8月開催に変更。無観客生配信ライブという形で、『テレ朝動画』にて9時間半にわたって実施した。

### 日程・会場
- 日程：2020年8月16日
- 主催：ライム・ライト、テレビ朝日
- 企画制作：LIME LIGHT
- 制作協力：オーバーレコード

### 出演者
- アイドルカレッジ
- アキシブproject
- Appare!
- アップアップガールズ（仮）
- 九州女子翼
- CROWN POP
- sherbet
- 純情のアフィリア
- SAY-LA
- Task have Fun
- DREAMING MONSTER
- 虹色の飛行少女
- 花いろは from ワンダーウィード
- ハニースパイスRe.
- FES☆TIVE
- 真っ白なキャンバス
- まねきケチャ
- Luce Twinkle Wink☆
- ワンダーウィード天
- わーすた
- 26時のマスカレイド

## クロフェス2021〜2回目だしん！みんなでアイドル祭りだ ワワワワワァ〜♪〜
クロちゃんがプロデュースする初のアイドルフェス2021年、2回目の開催となった。総勢90組以上が出演。

### 日程・会場
- 日程：2021年5月15日・16日
- 主催：ライム・ライト、テレビ朝日
- 企画制作：LIME LIGHT
- 制作協力：オーバーレコード
- 会場：新木場STUDIO COAST

### 出演者
- アイドルカレッジ
- アキシブproject
- Asterisk*zero
- Appare!
- アップアップガールズ（仮）
- アップアップガールズ（2）
- アルテミスの翼
- Ange☆Reve
- アンダービースティー
- elsy
- 大阪☆春夏秋冬
- 仮面女子
- 九州女子翼
- CROWN POP
- Gran☆Ciel
- サンダルテレフォン
- じーくらむ!
- シークレットシャノワール
- sherbet
- JamsCollection
- シュレーディンガーの犬
- 純情のアフィリア
- 神使轟く、激情の如く。
- シンデレラ宣言!
- Sweet Alley
- SAY-LA
- Task have Fun
- W.ダブルヴィー
- 手羽先センセーション
- 2o Love to Sweet Bullet
- ナナランド
- なんキニ!
- 虹色の飛行少女
- 26時のマスカレイド[注 1]
- HIGH SPIRITS
- 花いろは from ワンダーウィード
- ハニースパイスRe.
- ハロプロ研修生ユニット
- パラディーク
- Peel the Apple
- P-Loco
- FES☆TIVE
- 虹色幻想曲〜プリズム・ファンタジア〜
- PrincessGarden-姫庭-
- PureGi（ぷれっぢ）
- フルーティー
- BenjaminJasmine
- bob up.
- MyDearDarlin'
- 真っ白なキャンバス
- まねきケチャ
- モノクローン
- 夢みるアドレセンス
- LeirA
- ラブアグレッション
- 愛乙女☆DOLL
- Luce Twinkle Wink☆
- READY TO KISS
- わーすた[注 1]
- ワンダーウィード天

## クロフェス2022〜今年は野外フェスで盛り上がるしん！！〜
クロちゃんがプロデュースする初のアイドルフェス2022年、3回目の開催となった。初の野外フェスを実施。総勢128組が出演。

### 日程・会場
- 日程：2022年4月29日・30日
- 主催：ライム・ライト、テレビ朝日
- 企画制作：LIME LIGHT
- 制作協力：オーバーレコード
- 会場：海の森水上競技場

### 出演者
- アイドルカレッジ
- I MY ME MINE
- iSPY
- アキシブproject
- あげもん!
- AKB48
- SKE48 プリマステラ
- STU48
- UPローチ
- アルテミスの翼
- Ange☆Reve
- アンダービースティー
- イケてるハーツ
- いちぜん!
- 泡沫パーティーズ
- エラバレシ
- elsy
- OdAkEi IDOL PROJECT
- 蓋然性オルトイズム
- かすみ草とステラ
- 仮面女子
- カミングフレーバー
- Gran☆Ciel
- 九州女子翼
- 煌めき☆アンフォレント
- KNUoNEW
- サクヤコノハナ
- C;ON(シーオン)
- じーくらむ!
- シークレットシャノワール
- JamsCollection
- Sistersあにま
- Jewel☆Mare
- 純情のアフィリア
- Sweet Alley
- 綺星★フィオレナード
- すたんぴっ!
- スポポポポニー
- スリジエ
- SAY-LA
- SAISON
- Task have Fun
- W.ダブルヴィー
- Chu-Z
- 手羽先センセーション
- TENRIN
- 2o Love to Sweet Bullet
- なんキニ!
- 虹のコンキスタドール
- のんふぃく!
- HIGH SPIRITS
- 花いろは
- パラディーク
- PinkySpice
- FES☆TIVE
- PrincessGarden-姫庭-
- フルーティー
- FloreRisa-フロレリーサ-
- BABY-CRAYON〜1361〜
- B.O.L.T
- BOY MEETS HARU
- HOT DOG CAT
- bob up.
- MyDearDarlin'
- ミスティア
- Milky＊Sphene
- メタモル!!!
- MELT
- YUMEADO EUROPE
- YURiMental
- RASCAL CLAN
- ラストアイドル
- LOVEME
- 愛乙女☆DOLL
- Re:Clash(Candy☆Drops)
- Luce Twinkle Wink☆
- 令名の和歌
- rosé collage
- ワンダーウィード天
- 藍色アステリズム
- i-COL
- アイドールBRAVE
- Appare!
- アップアップガールズ（仮）
- アップアップガールズ（2）
- 大宮I☆DOLL
- OCHA NORMA
- かすみ草とステラ
- カリスマめんざいふっ!
- GANGDEMIC
- JAPANARIZM
- ZOC
- シュアネス
- シュレーディンガーの犬
- 純真アムレット
- 神使轟く、激情の如く。
- シンデレラ宣言!
- SUPER☆GiRLS[11]
- 刹那的アナスタシア
- 戦国アニマル極楽浄土
- CentHeaven
- twinpale
- TEARS-ティアーズ-
- dela[12]
- 東京セラフィム
- DREAMING MONSTER
- ナナランド
- Neat.and.clean-ニトクリ-
- 脳内パステル
- ハニースパイスRe.
- Palette Parade
- P-Loco
- Fragrant Drive
- FRUITS ZIPPER(フルーツジッパー)
- PureGi(ぷれっぢ)
- Bety
- ぼくはまだしなない
- 真っ白なキャンバス
- ミラクルファンファーレ
- Milky＊Sphene
- 夜光性アミューズ
- ゆるっと革命団
- ゆるめるモ!
- ラテラルアーク
- レイドロイド
- READY TO KISS
- 恋情アークライト
- わーすた

## クロフェス2023〜野外フェスでキュンからのバッキューン♡だしん！！〜
クロちゃんがプロデュースするアイドルフェス、4回目の開催となった。総勢158組が出演

### 日程・会場
- 日程：2023年4月22日・23日
- 主催：ライム・ライト、テレビ朝日
- 企画制作：LIME LIGHT
- 制作協力：オーバーレコード
- 会場：海の森水上競技場

### 出演者
※発表順にて掲載。
- i-COL
- あいみゅう
- iSPY
- アイドルカレッジ
- I MY ME MINE
- iLiFE!
- アキシブproject
- あげもん!
- Asterisk*zero
- アステリア
- Appare!
- UPローチ
- アルテミスの翼
- Ange☆Reve
- アンダービースティー
- イケてるハーツ
- いちぜん！
- 泡沫パーティーズ
- UtaGe!
- ukka
- STU48
- AKB48
- ESTLINK☆
- エラバレシ
- elsy
- OS☆U
- OdAkEi IDOL PROJECT
- OCHA NORMA
- おちゃメンタル☆パーティー
- 蓋然性オルトイズム
- かすみ草とステラ
- カラフルスクリーム
- GANG PARADE
- 君に恋をした。
- CANDY GO! GO!
- CANDY TUNE
- 九州女子翼
- GILTY×GILTY
- CROWNPOP
- Gran☆Ciel
- Crumble
- Glim Assembler
- サクヤコノハナ
- C;ON
- シークレットシャノワール
- Sistersあにま
- 疾走クレヨン
- JamsCollection
- シュアネス
- シュレーディンガーの犬
- JAPANARIZM
- 神使轟く、激情の如く。
- シンデレラ宣言!
- SUGAR☆VEGA.com
- すーぱーぷーばぁー!!
- SUPER☆GiRLS
- 彗星♩dropTune°
- Sweet Alley
- スポポポポニー
- SAY-LA
- Task have Fun
- W.(ダブルヴィー)
- Tan.San.Sui.
- Chu-Z
- twinpale
- TEARS-ティアーズ-
- 手羽先センセーション
- dela
- テンシメシ໒꒱
- 2o Love to Sweet Bullet
- DREAMING MONSTAR
- ナナランド
- なんキニ!
- 虹色の飛行少女
- Neat and clean-ニトクリ-
- 脳内パステル
- のんふぃく!
- HIGH SPIRITS
- 花いろは
- ハニースパイスRe.
- パラディーク
- P-Loco
- PinkySpice
- PrincessGarden-姫庭-
- FRUITS ZIPPER
- フルーティー
- Blue＋
- FloreRisa-フロレリーサ-
- BABY-CRAYON〜1361〜
- Bety
- ベンジャス!
- HOT DOG CAT
- 放課後プリンセス
- 僕のアルカンジュ
- MAPA
- MyDearDarlin'
- 豆柴の大群
- ミスティア
- mistress
- ミラクルファンファーレ
- Milky＊Sphene
- メイビーME
- METAMUSE
- Merry BAD TUNE.
- モノクローン
- 夜光性アミューズ
- よふかしツインテール
- ラテラルアーク
- ラブアグレッション
- LOVEME
- ЯiＭ：ＭiＲ
- RiNCENT.
- Luce Twinkle Wink☆
- ルルネージュ
- READY TO KISS
- わーすた
- わがままHOLIC
- ワンダーウィード天
- わんふぁす！
- アイドールBRAVE
- 藍色アステリズム
- 虹のコンキスタドール
- ラストアイドル
- FES☆TIVE
- じーくらむ！
- Jewel☆Mare
- 刹那的アナスタシア
- PureGi
- Re:Clash(Candy☆Drops)
- カリスマめんざいふっ!
- スリジエ
- TENRIN
- Palette Parade
- ぼくはまだしなない
- bob up.
- MELT
- YURiMental
- ゆるっと革命団
- レイドロイド
- 令名の和歌
- rosé collage
- B.O.L.T
- ZOC
- アップアップガールズ（仮）
- アップアップガールズ（2）
- 大宮I☆DOLL
- GANGDEMIC
- KNUoNEW
- 純真アムレット
- すたんぴっ!
- CentHeaven
- 東京セラフィム
- Fragrant Drive
- BOY MEETS HARU
- メタモル!!!
- YUMEADO EUROPE
- RASCAL CLAN
- 恋情アークライト

## クロフェス2024〜 5周年だよ！全員集合！だしん！～
クロちゃんがプロデュースするアイドルフェス、5回目の開催となった。初の4日間開催、初の47都道府県代表ご当地アイドル集結が試みられた。総勢256組が出演

### 日程・会場
- 日程：2024年6月1日・2日・8日・9日
- 主催：ライム・ライト
- 企画制作：LIME LIGHT
- 制作協力：オーバーレコード、日本ご当地アイドル活性協会
- 会場：海の森水上競技場

### MC
- クロちゃん（6月1日・2日・8日・9日）
- 高橋みなみ（6月1日）
- 田中れいな（6月2日）
- ハシヤスメアツコ（6月8日）
- 矢口真里（6月9日）

### 出演者
※発表順にて掲載。
- iLiFE!
- Appare!
- JamsCollection
- 神使轟く、激情の如く。
- ナナランド
- 花いろは
- FES☆TIVE
- 真っ白なキャンバス
- 豆柴の大群都内某所 a.k.a. MONSTERIDOL
- わーすた
- アイドルカレッジ
- アキシブproject
- かすみ草とステラ
- カラフルスクリーム
- GANG PARADE
- CANDY TUNE
- 2o Love to Sweet Bullet
- #2i2
- 虹色の飛行少女
- のんふぃく!
- MyDearDarlin'
- メイビーME
- 夜光性アミューズ
- ワンダーウィード天
- i-COL
- I MY ME MINE
- アップアップガールズ（仮）
- アップアップガールズ（2）
- アルテミスの翼
- アンダービースティー
- KiSS KiSS
- GILTY×GILTY
- シュレーディンガーの犬
- シンデレラ宣言!
- シークレットシャノワール
- SAISON
- Task have Fun
- 点染テンセイ少女。
- 東京ガールズブラボー
- Panic Monster !n Wonderland
- ハニースパイスRe.
- PrincessGarden-姫庭-
- #よーよーよー
- Onephony
- アステリア
- alma
- 泡沫パーティーズ
- ESTLINK☆
- 仮面女子
- SAI²Rium
- JAPANARIZM
- SPRISE
- スポポポポニー
- すーぱーぷーばぁー‼
- Chu-Z
- TEARS-ティアーズ-
- TENRIN
- 東京CuteCute
- #ドレミファソラシード
- にっぽんワチャチャ
- にとくり。
- HAPPY少女♪
- Party chuuuN!
- フルーティー
- FloreRisa-フロレリーサ-
- #Mooove!
- mistress
- Milky＊Sphene
- メノニューイヤー
- LOVEME
- Lily wonder
- RiNCENT#
- LADYBABY
- Waltetto×School
- あくまで天使
- Alcute!
- OS☆U
- キミニハネ
- 九州女子翼
- ZUTTOMOTTO
- 戦国アニマル極楽浄土
- 太陽と踊れ月夜に唄え
- 手羽先センセーション
- dela
- Transparents
- なみだ色の消しごむ
- Bunny La Crew
- プエラの絶対値
- フューチャーサイダー
- ベンジャス!
- ポンコツコンポ
- もふる×クロス
- わんふぁす!
- NMB48
- STU48
- いぎなり東北産
- ばってん少女隊
- SUPER☆GiRLS
- CROWN POP
- ＃ババババンビ
- まねきケチャ
- iSPY
- iiiidolll
- AdamLilith
- アポロンの翼
- Ange☆Reve
- エラバレシ
- ガガピエロ
- 君に、胸キュン。
- 逆転ねこぱんちっ!
- 究極人形
- グランダルメ
- KRD8
- THE ENCORE
- サクヤコノハナ
- 純情のアフィリア
- しろもん
- Sweet Alley
- スタプラ研究生
- スーパーベイビーズ
- W.ダブルヴィー
- テンシメシ໒3
- ナト☆カン
- HIGH SPIRITS
- 蜜兎
- Palette Parade
- Peel the Apple
- P-Loco
- MATANAGOYA
- ЯiＭ:ＭiＲ
- Luce Twinkle Wink☆
- IVY
- UPローチ
- AVAM
- Untitled
- airrow
- 【eN】
- 大宮I☆DOLL
- O2
- 蓋然性オルトイズム
- かかかぶぶぶききき!!!
- 限りなく白く
- 神薙ラビッツ
- KissBee
- GANGDEMIC
- ♡’s（kyuuuns）
- Goodbye for First kiss
- Jewel☆Garden
- Sistersあにま
- 彗星♩droptune°
- 夜宙☆ShiNew’
- 青SHUN学園
- SAY-LA
- selfish
- 強くてニューゲーム
- 天使にはなれない
- DREAMING MONSTER
- NEO BREAK
- Next☆Rico
- PATI PATI CANDY...☆
- バブルバビデガム!!
- ひめもすオーケストラ
- ヒロインズ研究生
- Baby’z Breath
- Poison Palette
- 星合いのライラック
- BOCCHI。
- ポラライト
- ミリオン! Million Heaven Tokyo
- make mie
- MAIDEN√DOLL
- メリーパレード
- ヤンチャン学園音楽部
- 愛乙女☆DOLL(チームL)
- LarmeR
- Loulouchouchou
- READY TO KISS
- ヲドルマヨナカ
- アイドル革命
- アイドールBRAVE
- iLiFE!候補生
- SIR
- ecruecru(エクリュエクリュ)
- けっぱって東北
- 新世界ギルドール
- セカモノ
- 向日葵プリンセス
- 僕のアルカンジュ
- ミスティア!
- みらくる★ふぉーぜ
- LOVE 9 LOVE
- AKB48クロフェス選抜
- カリギュラ
- Sharply♯ × Flutter♭
- 月に足跡を残した6人の少女達は一体何を見たのか…
- テラス×テラス
- 天空のシラバス
- Fuhua
- WHITE SCORPION
- ラブアグレッション
- Re:Clash
- ルルネージュ
- ルージュブック
- われらがプワプワプーワプワ
- Symdolick
- どーぴんぐ疑惑
- ハロプロ研修生ユニット'24

#### 47都道府県代表枠
1. 北海道代表／2ねん8くみ札幌校
2. 青森県代表／pacchi
3. 岩手県代表／CHAIRMAN'S
4. 宮城県代表／ふぁんしーどりーみー
5. 秋田県代表／魔夜中保健室
6. 山形県代表／MPF☆B
7. 福島県代表／マジカルバルルーンYes
8. 茨城県代表／Re-mito
9. 栃木県代表／とちおとめ25
10. 群馬県代表／あかぎ団
11. 埼玉県代表／クロワッサン
12. 千葉県代表／りべりず
13. 東京都代表／ディゼル（des ailes26）
14. 神奈川県代表／川崎純情小町☆
15. 新潟県代表／乙女座長☆銀河団
16. 富山県代表／富山PRガール（仮）
17. 石川県代表／ほくりくアイドル部
18. 福井県代表／せのしすたぁ
19. 山梨県代表／FUJISAKURA塾
20. 長野県代表／7限目のフルール
21. 岐阜県代表／蜂蜜★皇帝
22. 静岡県代表／さっきー ミルキー★メロディX
23. 愛知県代表／お願い!!フルハウス
24. 三重県代表／me yell
25. 滋賀県代表／リノスタルジア
26. 京都府代表／Purpure☆N.E.O
27. 大阪府代表／天空音パレード
28. 兵庫県代表／WT☆Egret
29. 奈良県代表／Le Siana
30. 和歌山県代表／Fun×Fam
31. 鳥取県代表／Melbva
32. 島根県代表／Flood Lyrics
33. 岡山県代表／Sha☆in
34. 広島県代表／広島8区ガールズ
35. 山口県代表／L.U.R.E
36. 徳島県代表／チーム娘にゃんドル
37. 香川県代表／きみともキャンディ
38. 愛媛県代表／WELIT
39. 高知県代表／石川彩楓（はちきんガールズ）
40. 福岡県代表／愛◆Dream
41. 佐賀県代表／JURY＆MASK
42. 長崎県代表／VITORON
43. 熊本県代表／EarthAce-KUM
44. 大分県代表／Chimo
45. 宮崎県代表／AjuG-irls
46. 鹿児島県代表／S☆UTHERN CROSS
47. 沖縄県代表／OBP

## クロフェス2025 6年目！クロフェスと結婚するしん！
クロちゃんがプロデュースするアイドルフェス、6回目の開催となる。

### 日程・会場
- 日程：2025年9月13日～15日
- 主催：ライム・ライト
- 企画制作：LIME LIGHT
- 制作協力：オーバーレコード、日本ご当地アイドル活性協会
- 会場：海の森水上競技場

### MC
- クロちゃん（9月13日～15日）

### 出演者
※発表順にて掲載。
- iON!
- アキシブproject
- 可憐なアイボリー
- 君に、胸キュン。
- GANG PARADE
- 煌めき☆アンフォレント
- JamsCollection
- Sweet Alley
- SAISON
- Task have Fun
- のんふぃく!
- 花いろは
- ハニースパイスRe.
- FES☆TIVE
- MyDearDarlin'
- 豆柴の大群
- まねきケチャ
- MEGAFON
- Luce Twinkle Wink☆
- わーすた
- アイドルカレッジ
- I MY ME MINE
- アップアップガールズ（仮）
- アルテミスの翼
- Ange☆Reve
- 仮面女子
- カラフルスクリーム
- KiSS KiSS
- KRD8
- SAI ²Rium
- サクヤコノハナ
- 純情のアフィリア
- SPRISE
- SUPER☆GiRLS
- SAY-LA
- 太陽と踊れ月夜に唄え
- W.ダブルヴィー
- 手羽先センセーション
- dela
- 点染テンセイ少女
- DREAMING MONSTER
- 虹色の飛行少女
- NEO BREAK
- HIGH SPIRITS
- BiTE A SHOCK
- Peel the Apple
- Finally
- ポラライト
- My_Stage
- メイビーME
- As a Cutie Pomeranian
- アップアップガールズ（２）
- 雨のち、ハレーション
- 泡沫パーティーズ
- Lって何のLですか?
- オカシリゾート
- KAIJU ON THE STAGE
- JAPANARIZM
- シークレットシャノワール
- すーぱーぷーばぁー‼
- 月に足跡を残した少女達は一体何を見たのか...
- テラテラ
- 夏空のオリオン
- ナト☆カン
- 脳内パステル
- Panic Monster !n Wonderland
- Bunny La Crew
- HoneyDevil
- PrincessGarden-TOKYO-
- フルーティー
- ベンジャス！
- WT☆Egret
- metarium
- 愛乙女☆DOLL
- Lily wonder
- RiNCENT♯
- Root mimi
- ワガママなラストノート
- われらがプワプワプーワプワ
- ワンダーウィード 天
- AQA
- アステリア
- アップアップガールズ（プロレス）
- あの日見たラッキースター
- Ill
- EST LINK☆
- エラバレシ
- カリスマめんざいふっ!
- きゅ～くる
- Qu♡Aly
- KOIHAJI
- 終末のアンセム
- 夜宙☆ShiNew’
- スポポポポニー
- 超常フォーチューン
- TENRIN
- HAPPY CREATORS
- ハレとハレ!
- ヒロインズ研究生
- ヒロインズ研究生大阪
- プエラの絶対値
- BOCCHI。
- 未完成のキャラメル
- Milky＊Sphene
- もふる×クロス
- Poppin' Parade
- ゆるめるモ!
- ROOKEY♡ROOKEYS
- ルージュブック
- わんふぁす!
- EYE CANDY
- アイル
- あくまで天使
- UPローチ
- Absopetus
- 究極人形
- alma
- &WHITE
- エイアイカ
- 【eN】
- キミニハネ
- GANGDEMIC
- Gran☆Ciel
- グランダルメ
- Jewel☆Garden
- しろもん
- 強がりセンセーション
- ティラミス
- テンシメシ໒꒱
- テンシンランマン
- ドレスコード
- ナナコロビヤオキ
- ニーキューオメガ
- Drug＆Drop
- ネオアゲ
- Poison Palette
- ポンコツコンポ
- ラブアグレッション
- ルシフェルの園。
- READY TO KISS
- あくきゅ〜
- UNBS(アンビス)
- 神薙ラビッツ
- キュン!?恋堕ちキューピッド
- きゅーんず!
- CAL&RES
- さとりモンスター
- シェルム
- 新世界ギルドール
- ZUTTOMOTTO
- 戦国アニマル極楽浄土
- 強くてニューゲーム
- 天空のシラバス
- にっぽんワチャチャ
- NiLUNLOCK
- HAPPY少女♪
- 蜜兎
- パラレルサイダー
- parfait d'ange
- FULIT BOX
- Baby’z Breath
- 放課後プリンセス
- 魔訶不思議変革者 -デスデス-
- MOON RABBiTS
- Y∀KiN
- LOVE9LOVE
- LOVEME
- Loulouchouchou
- One Last Bloom
- ゑんら
- アイドル革命
- キミと永遠に
- 最終未来少女
- セカモノ
- トウトイナ。
- NEOアラモード
- Next☆Rico
- のーぷらん。
- 蜂蜜★皇帝
- ビーバイユー
- 星合いのライラック
- HOT DOG CAT
- みらくる★ふぉーぜ
- ミリオン!Million Heaven Tokyo
- メリーパレード
- Melty BeaR
- MofruRock
- ラビットビット
- Ramu'z
- ヲドルマヨナカ

#### 47都道府県代表枠
1. 北海道代表／Chu-Hapi
2. 青森県代表／pacchi
3. 岩手県代表／CHAIRMAN'S
4. 宮城県代表／SCK GIRLS
5. 秋田県代表／魔夜中保健室
6. 山形県代表／MPF☆B
7. 福島県代表／町あかり
8. 茨城県代表／PEReSTOLOICA（ペレストロイカ）
9. 栃木県代表／とちおとめ25
10. 群馬県代表／あかぎ団
11. 埼玉県代表／つきみそうドリィ
12. 千葉県代表／木更津発 仏恥義理アイドルC-Style
13. 東京都代表／心動♡Moonbeam
14. 神奈川県代表／川崎純情小町☆
15. 新潟県代表／MEWCATUNE
16. 富山県代表／IM Zip （アイム ジップ）
17. 石川県代表／ZooZooZoo
18. 福井県代表／せのしすたぁ
19. 山梨県代表／FUJISAKURA塾
20. 長野県代表／S＊NOW（スノー）
21. 岐阜県代表／Le☆miel～ミエル～
22. 静岡県代表／わが街・浜松宣伝部長H&A.
23. 愛知県代表／学歴の暴力
24. 三重県代表／me yell
25. 滋賀県代表／ChanceMovement
26. 京都府代表／はんなり小町
27. 大阪府代表／天空音パレード
28. 兵庫県代表／BABEL（バベル）
29. 奈良県代表／Le Siana
30. 和歌山県代表／中井優月
31. 鳥取県代表／ももにゃん
32. 島根県代表／甘酸っぱいリズム
33. 岡山県代表／Sha☆in
34. 広島県代表／unSea【アンシー】
35. 山口県代表／L.U.R.E
36. 徳島県代表／チーム娘にゃんドル
37. 香川県代表／きみともキャンディ
38. 愛媛県代表／WELIT
39. 高知県代表／石川彩楓（はちきんガールズ）
40. 福岡県代表／めたセン
41. 佐賀県代表／JURY＆MASK
42. 長崎県代表／VITORON
43. 熊本県代表／SunnyHoney
44. 大分県代表／Chimo
45. 宮崎県代表／AjuG-irls
46. 鹿児島県代表／S☆UTHERN CROSS
47. 沖縄県代表／4CHORD(フォーコード)

## メディア

### テレビ
- イベ検（テレビ朝日）
- お願い!ランキング（テレビ朝日）
- ハロドリ。（テレビ朝日）

### インターネット配信
- テレ朝動画（2020年）
- ニコニコ生放送（2024年[注 2] - ）[13]